# République socialiste soviétique autonome de Mordovie
1934–1990
Entités précédentes :
- Oblast autonome de Mordovie (RSFSR)

Entités suivantes :
- République de Mordovie (fédération de Russie)

La république socialiste soviétique autonome de Mordovie (en russe : Мордовская Автономная Социалистическая Республика, Mordovskaïa Avtonomnaïa Sovietskaïa Sotsialistitcheskaïa Respoublika) est une république socialiste soviétique autonome de la république socialiste fédérative soviétique de Russie créée en 1934.
Lors de la dislocation de l'URSS, la RSSA de Mordovie est devenue la république de Mordovie, sujet de la fédération de Russie.